# لوسی پورتر
لوسی دونا پورتر (زاده ۲۷ ژانویه ۱۹۷۳) بازیگر، نویسنده، مجری و کمدین انگلیسی است. او در ادینبورگ فرنج، جشنواره برایتون و بسیاری از کلوپ‌ها در سراسر بریتانیا اجرا داشته است. پورتر در کرودون در جنوب لندن به دنیا آمد و در دبیرستان دخترانه والینگتون تحصیل کرد. او با جاستین ادواردز ازدواج کرده است. این زوج دو فرزند دارند.